# Shining Force Gaiden
 (octobre 2018).
Si vous disposez d'ouvrages ou d'articles de référence ou si vous connaissez des sites web de qualité traitant du thème abordé ici, merci de compléter l'article en donnant les références utiles à sa vérifiabilité et en les liant à la section « Notes et références ».
Shining Force Gaiden est un tactical RPG de Sega sorti sur Game Gear (seulement au Japon) en 1992. Il s'agit d'un épisode de la série Shining.
C'est une histoire alternative sur le thème des jeux Shining Force et Shining Force II, reprenant le principe des phases de combat de ces derniers en abandonnant la partie aventure (recherche d'objets, exploration, discussions).

## Shining Force CD
Shining Force CD, sorti en 1994 sur Mega-CD, compile Shining Force Gaiden et Shining Force Gaiden II: Sword of Hajya avec de nouveaux graphismes, et une traduction en anglais.